# Back for More
Back for More is het tweede album van zangeres Natalia en werd uitgebracht in België op 30 augustus 2004.
Het album kwam op nummer 1 binnen in de Ultratop 50. In januari 2006, tijdens Natalia meets The Pointer Sisters, kreeg Natalia een dubbel platina plaat voor de verkoop van meer dan 100.000 exemplaren van het album. In oktober 2005 werd het album door Vlaanderen verkozen tot 'Beste album nationaal' tijdens de TMF Awards.
In juni 2006 verscheen er een nieuwe versie van het album met 2 extra bonusnummers: Heart Of Gold en You Are. Dat tweede nummer is ook te vinden als b-side op de single Ridin' By.

## Tracklist
- 1. Fragile Not Broken (2:53)
- 2. Risin (4:05)
- 3. Every Single Day (3:12)
- 4. Ridin' By (4:04)
- 5. Unspeakable (3:15)
- 6. Some Things Are Meant To Be (3:11)
- 7. You're Gonna Get There (3:19)
- 8. We're Gonna Have A Party (3:51)
- 9. Get Back (3:20)
- 10. Alright, Okay, You Win (2:38)
- 11. Back For More (3:34)
- 12. What Don't Kill You Makes You Stronger (3:48)
- 13. Shelter (4:01)
- 14. Feels So Good (4:11)
- 15. Risin' (remix) (3:50)

Bonustracks (nieuwe versie):
- 16. You Are (5:08)
- 17. Heart Of Gold (3:41)

### Singles
| Single met hitnotering(en) in de Vlaamse Ultratop 50 | Datum van verschijnen | Datum van binnenkomst | Hoogste positie | Aantal weken | Opmerkingen |
| ---------------------------------------------------- | --------------------- | --------------------- | --------------- | ------------ | ----------- |
| Risin'                                               | 09-08-2004            | 14-08-2004            | 2               | 17           |             |
| Fragile Not Broken                                   | 29-11-2004            | 04-12-2004            | 11              | 12           |             |
| Shelter                                              | 28-02-2005            | 12-03-2005            | 28              | 7            |             |
| Ridin' By/You Are                                    | 30-05-2005            | 04-06-2005            | 12              | 16           |             |

### Hitnotering
| "Back For More" in de Vlaamse Ultratop 50 Albums - binnen: 04-09-2004 | "Back For More" in de Vlaamse Ultratop 50 Albums - binnen: 04-09-2004 | "Back For More" in de Vlaamse Ultratop 50 Albums - binnen: 04-09-2004 | "Back For More" in de Vlaamse Ultratop 50 Albums - binnen: 04-09-2004 | "Back For More" in de Vlaamse Ultratop 50 Albums - binnen: 04-09-2004 | "Back For More" in de Vlaamse Ultratop 50 Albums - binnen: 04-09-2004 | "Back For More" in de Vlaamse Ultratop 50 Albums - binnen: 04-09-2004 | "Back For More" in de Vlaamse Ultratop 50 Albums - binnen: 04-09-2004 | "Back For More" in de Vlaamse Ultratop 50 Albums - binnen: 04-09-2004 | "Back For More" in de Vlaamse Ultratop 50 Albums - binnen: 04-09-2004 | "Back For More" in de Vlaamse Ultratop 50 Albums - binnen: 04-09-2004 | "Back For More" in de Vlaamse Ultratop 50 Albums - binnen: 04-09-2004 | "Back For More" in de Vlaamse Ultratop 50 Albums - binnen: 04-09-2004 | "Back For More" in de Vlaamse Ultratop 50 Albums - binnen: 04-09-2004 | "Back For More" in de Vlaamse Ultratop 50 Albums - binnen: 04-09-2004 | "Back For More" in de Vlaamse Ultratop 50 Albums - binnen: 04-09-2004 | "Back For More" in de Vlaamse Ultratop 50 Albums - binnen: 04-09-2004 | "Back For More" in de Vlaamse Ultratop 50 Albums - binnen: 04-09-2004 | "Back For More" in de Vlaamse Ultratop 50 Albums - binnen: 04-09-2004 | "Back For More" in de Vlaamse Ultratop 50 Albums - binnen: 04-09-2004 | "Back For More" in de Vlaamse Ultratop 50 Albums - binnen: 04-09-2004 | "Back For More" in de Vlaamse Ultratop 50 Albums - binnen: 04-09-2004 | "Back For More" in de Vlaamse Ultratop 50 Albums - binnen: 04-09-2004 | "Back For More" in de Vlaamse Ultratop 50 Albums - binnen: 04-09-2004 | "Back For More" in de Vlaamse Ultratop 50 Albums - binnen: 04-09-2004 | "Back For More" in de Vlaamse Ultratop 50 Albums - binnen: 04-09-2004 | "Back For More" in de Vlaamse Ultratop 50 Albums - binnen: 04-09-2004 | "Back For More" in de Vlaamse Ultratop 50 Albums - binnen: 04-09-2004 | "Back For More" in de Vlaamse Ultratop 50 Albums - binnen: 04-09-2004 | "Back For More" in de Vlaamse Ultratop 50 Albums - binnen: 04-09-2004 | "Back For More" in de Vlaamse Ultratop 50 Albums - binnen: 04-09-2004 | "Back For More" in de Vlaamse Ultratop 50 Albums - binnen: 04-09-2004 | "Back For More" in de Vlaamse Ultratop 50 Albums - binnen: 04-09-2004 | "Back For More" in de Vlaamse Ultratop 50 Albums - binnen: 04-09-2004 | "Back For More" in de Vlaamse Ultratop 50 Albums - binnen: 04-09-2004 | "Back For More" in de Vlaamse Ultratop 50 Albums - binnen: 04-09-2004 | "Back For More" in de Vlaamse Ultratop 50 Albums - binnen: 04-09-2004 | "Back For More" in de Vlaamse Ultratop 50 Albums - binnen: 04-09-2004 | "Back For More" in de Vlaamse Ultratop 50 Albums - binnen: 04-09-2004 | "Back For More" in de Vlaamse Ultratop 50 Albums - binnen: 04-09-2004 | "Back For More" in de Vlaamse Ultratop 50 Albums - binnen: 04-09-2004 |
| Week                                                                  | 1                                                                     | 2                                                                     | 3                                                                     | 4                                                                     | 5                                                                     | 6                                                                     | 7                                                                     | 8                                                                     | 9                                                                     | 10                                                                    | 11                                                                    | 12                                                                    | 13                                                                    | 14                                                                    | 15                                                                    | 16                                                                    | 17                                                                    | 18                                                                    | 19                                                                    | 20                                                                    | 21                                                                    | 22                                                                    | 23                                                                    | 24                                                                    | 25                                                                    | 26                                                                    | 27                                                                    | 28                                                                    | 29                                                                    | 30                                                                    | 31                                                                    | 32                                                                    | 33                                                                    | 34                                                                    | 35                                                                    | 36                                                                    | 37                                                                    | 38                                                                    | 39                                                                    |                                                                       |
| --------------------------------------------------------------------- | --------------------------------------------------------------------- | --------------------------------------------------------------------- | --------------------------------------------------------------------- | --------------------------------------------------------------------- | --------------------------------------------------------------------- | --------------------------------------------------------------------- | --------------------------------------------------------------------- | --------------------------------------------------------------------- | --------------------------------------------------------------------- | --------------------------------------------------------------------- | --------------------------------------------------------------------- | --------------------------------------------------------------------- | --------------------------------------------------------------------- | --------------------------------------------------------------------- | --------------------------------------------------------------------- | --------------------------------------------------------------------- | --------------------------------------------------------------------- | --------------------------------------------------------------------- | --------------------------------------------------------------------- | --------------------------------------------------------------------- | --------------------------------------------------------------------- | --------------------------------------------------------------------- | --------------------------------------------------------------------- | --------------------------------------------------------------------- | --------------------------------------------------------------------- | --------------------------------------------------------------------- | --------------------------------------------------------------------- | --------------------------------------------------------------------- | --------------------------------------------------------------------- | --------------------------------------------------------------------- | --------------------------------------------------------------------- | --------------------------------------------------------------------- | --------------------------------------------------------------------- | --------------------------------------------------------------------- | --------------------------------------------------------------------- | --------------------------------------------------------------------- | --------------------------------------------------------------------- | --------------------------------------------------------------------- | --------------------------------------------------------------------- | --------------------------------------------------------------------- |
| Nummer                                                                | 1                                                                     | 1                                                                     | 1                                                                     | 1                                                                     | 1                                                                     | 3                                                                     | 4                                                                     | 3                                                                     | 7                                                                     | 7                                                                     | 7                                                                     | 7                                                                     | 9                                                                     | 10                                                                    | 7                                                                     | 5                                                                     | 6                                                                     | 4                                                                     | 2                                                                     | 2                                                                     | 3                                                                     | 4                                                                     | 9                                                                     | 11                                                                    | 9                                                                     | 7                                                                     | 9                                                                     | 18                                                                    | 15                                                                    | 18                                                                    | 23                                                                    | 22                                                                    | 20                                                                    | 23                                                                    | 23                                                                    | 27                                                                    | 20                                                                    | 20                                                                    | 31                                                                    | uit                                                                   |

## Tournee
Op 11 november 2004 gaf Natalia in Brussel de aftrap van haar promotour Back For More live. Ze toerde door Vlaanderen met 40 optredens. Meer dan 40.000 mensen zagen de show.
In december werd de show ook opgenomen op dvd. Back For More Live kwam uit in februari 2005 en was 15 weken lang de best verkochte muziek-dvd van Vlaanderen. Na 52 weken verdween de dvd uit het lijstje van de 10 best verkochte muziek-dvd's van de week.

## Muzikanten
Volgende muzikanten werkten mee aan het album:
- Drums: Walter Mets & Steve Willaert
- Basgitaar: Evert Verhees
- Akoestische gitaar: Kevin Mulligan & Pallieter van Buggenhout
- Elektrische gitaar: Kevin Mulligan & Pallieter van Buggenhout
- Pedalsteelgitaar: Kevin Mulligan
- Piano: Steve Willaert
- Hammond: Steve Willaert
- Keyboards: Steve Willaert
- Trombone: Carlo Mertens
- Trompet: Nico Schepers
- Saxofoon: Frank Deruytter
- Eerste viool: Mark Steylaerts, Marian Taché, Eric Baeten, Gudrun Vercampt & Karel Ingelaere
- Tweede viool: Véronique Gillis, Bart Lemmens, Maurits Goossens & Carol Minor
- Altviool: Jeroen Robbrecht, Philippe Allard & Marc Pijpops
- Cello: Karel Steylaerts & Hans Vandaele
- Backing vocals: Edward Reekers, Adriana Romijn & Gaby Kaihatu